# Chiny (region)
Chiny – region historyczno-kulturowy w Azji, będący jedną z najstarszych cywilizacji na świecie. Zamieszkany przez wiele narodów i grup etnicznych, z których największą są Chińczycy Han.
Licząca ponad 5000 lat chińska cywilizacja jest ojczyzną wielu wynalazków, m.in. prochu, papieru, czy kompasu. Wywarła znaczny wpływ na kultury krajów sąsiednich: Korei, Japonii, Wietnamu i Mongolii. Chiny są też ojczyzną bogatych tradycji muzycznej, teatralnej, literackiej i filozoficznej.
Nauka zajmująca się szerokim zakresem zagadnień związanych z Chinami to sinologia.

## Nazwa

Nazwa Zhōngguó (Chiny) zapisana pismem uproszczonym i tradycyjnym

W przeszłości Chiny miały wiele różnych nazw. Rzymianie nazywali je Serica. Od czasów Marco Polo przyjęła się nazwa Kataj (ros. Kitaj, od Kitanów), a w epoce odkryć geograficznych China i wywodząca się od niej nowa nazwa łacińska – Sina, obie pochodzące z sanskrytu (od dynastii Qin), gdyż Indie były pierwszym krajem Azji, do którego dopłynęli Portugalczycy. Do XVII w. portugalska China i opisany przez Marco Polo Kataj były uważane za odrębne kraje, a na mapach daleko na północ od Pekinu umieszczano Chanbałyk. Jednym z pierwszych, którzy zwrócili uwagę na ten błąd był polski jezuita, o. Michał Boym.
Benedykt Chmielowski, autor późnobarokowej encyklopedii Nowe Ateny, tak pisał o nazwie Chin:
Luzytańczykowie i Hiszpanii Chińskie państwo nazywają Chinam, Włosi Toskańcy Cinam, Niemcy Tchinam, Arabowie zowią Sin, Ptolemeusz Geograf Sin y Sericam, Saraceni Katay albo Kitay, sami zaś Chińczykowie państwu swemu co raz inne dają imię, gdy inna tam panuje familia (...)
W języku polskim funkcjonowała początkowo zaczerpnięta z języków europejskich nazwa China, z „ch” czytanym według polskiej wymowy, co dodatkowo oddaliło ją od pierwowzoru. Podobnie jak w przypadku Indii, nazwa ta została z czasem wyparta przez formę w liczbie mnogiej – Chiny.
Sami Chińczycy najczęściej nazywają swój kraj Zhōngguó (中国), czyli Państwo Środka. W języku chińskim istnieje jednak wiele nazw tego kraju o różnych zabarwieniach stylistycznych i emocjonalnych, m.in. Zhōnghua, Tiānxià albo Shénzhōu – nazwa serii statków kosmicznych Shenzhou została pomyślana jako homofon nazwy Chin.
Współcześnie „Chiny” to także nazwa krótka Chińskiej Republiki Ludowej, państwa zajmującego większą część historycznego regionu. Nazwą tą posługuje się również Republika Chińska, jednak ze względu na fakt, iż współcześnie kontroluje ona jedynie rejon wyspy Tajwan, określana jest też zwyczajową nazwą – „Tajwan”.

## Podział państwowy

Chińska Republika Ludowa (kolor jasnożółty) i Republika Chińska (zielony)

Historia chińskiej państwowości sięga starożytności (zob. historia Chin). Współcześnie w roli jej sukcesorów występują dwa państwa:
- Chińska Republika Ludowa – kontrolująca większość historycznego regionu.
- Republika Chińska – kontrolująca rejon wyspy Tajwan, o ograniczonym uznaniu międzynarodowym.

Podział na Chińską Republikę Ludową (Chiny) i Republikę Chińską (Tajwan) utrzymuje się od 1949 roku, kiedy to członkowie Kuomintangu pod przewodnictwem Czang Kaj-szeka po przegranej wojnie domowej z lat 1945–1949 z komunistami Mao Zedonga wraz z 2 milionami zwolenników uciekli na wyspę Tajwan, gdzie ustanowili rząd kontynuujący tradycję Republiki Chińskiej powstałej w 1912 roku. Od 1949 roku aż do swojej śmierci w 1975 roku Czang Kaj-szek prowadził z Tajwanu propagandę antykomunistyczną, przygotowując grunt dla swojego powrotu na kontynent. W tym okresie Republika Chińska była państwem autorytarnym pod rządami jednej partii. Zakończenie stanu wojennego w 1987 roku oraz śmierć kontynuującego politykę ojca prezydenta Chiang Ching-kuo w 1988 roku otworzyły drogę do demokratyzacji Tajwanu.

### Chiny w ONZ
Republika Chińska na Tajwanie do 1971 roku zajmowała w ONZ, w tym w Radzie Bezpieczeństwa, miejsce reprezentanta Chin. W latach 70. XX wieku doszło do zbliżenia Stanów Zjednoczonych i komunistycznych Chin skierowanego przeciwko Związkowi Radzieckiemu. Wówczas to większość państw wycofała swoje poparcie dla Tajwanu i nawiązała stosunki dyplomatyczne z Chińską Republiką Ludową. 15 października 1971 roku Zgromadzenie Ogólne ONZ przegłosowało rezolucję 2758, która pozbawiła „rząd Czang Kaj-szeka” (w dokumencie nie są używane nazwy „Tajwan”, ani „Republika Chińska”) prawa reprezentowania Chin na forum Organizacji Narodów Zjednoczonych. Według części historyków doprowadził do tego sam przywódca Republiki Chińskiej, który przed głosowaniem odwołał delegację Republiki Chińskiej do kraju.
Stany Zjednoczone, które bezskutecznie próbowały zablokować tę rezolucję, w 1979 roku nawiązały stosunki dyplomatyczne z Pekinem, a jednocześnie Kongres przegłosował Taiwan Relations Act, ustawę, w której państwo zobowiązało się do obrony Tajwanu przed zewnętrzną inwazją.
Po 1971 roku Tajwan wielokrotnie próbował przywrócić swoje członkostwo w ONZ, jednak na podstawie rezolucji 2758 jego petycje były odrzucane. Prezydent Chen Shui-bian starał się, aby wyspa wstąpiła do organizacji pod nazwą „Tajwan”.

## Religie

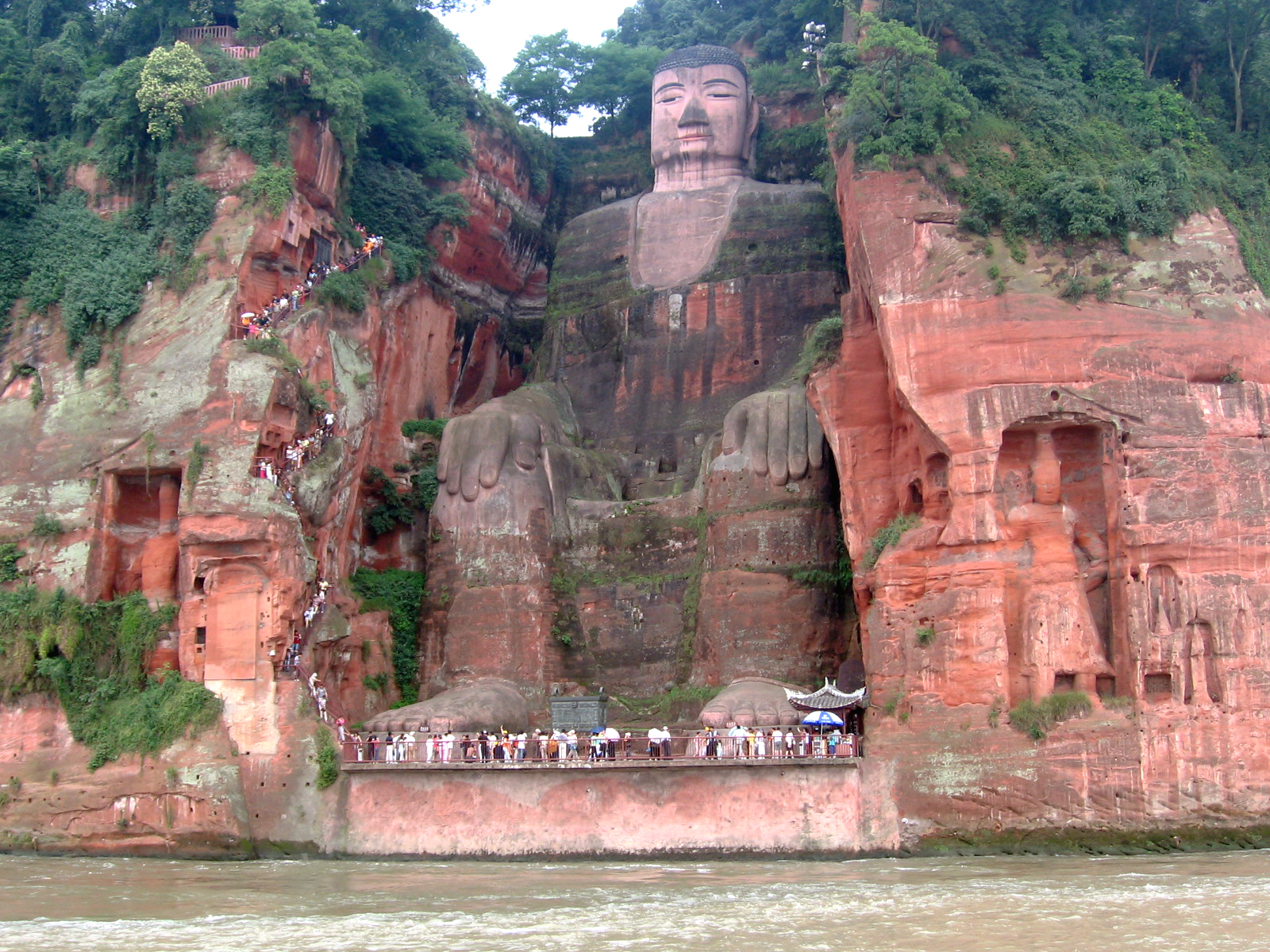
Wielki Budda z Leshan

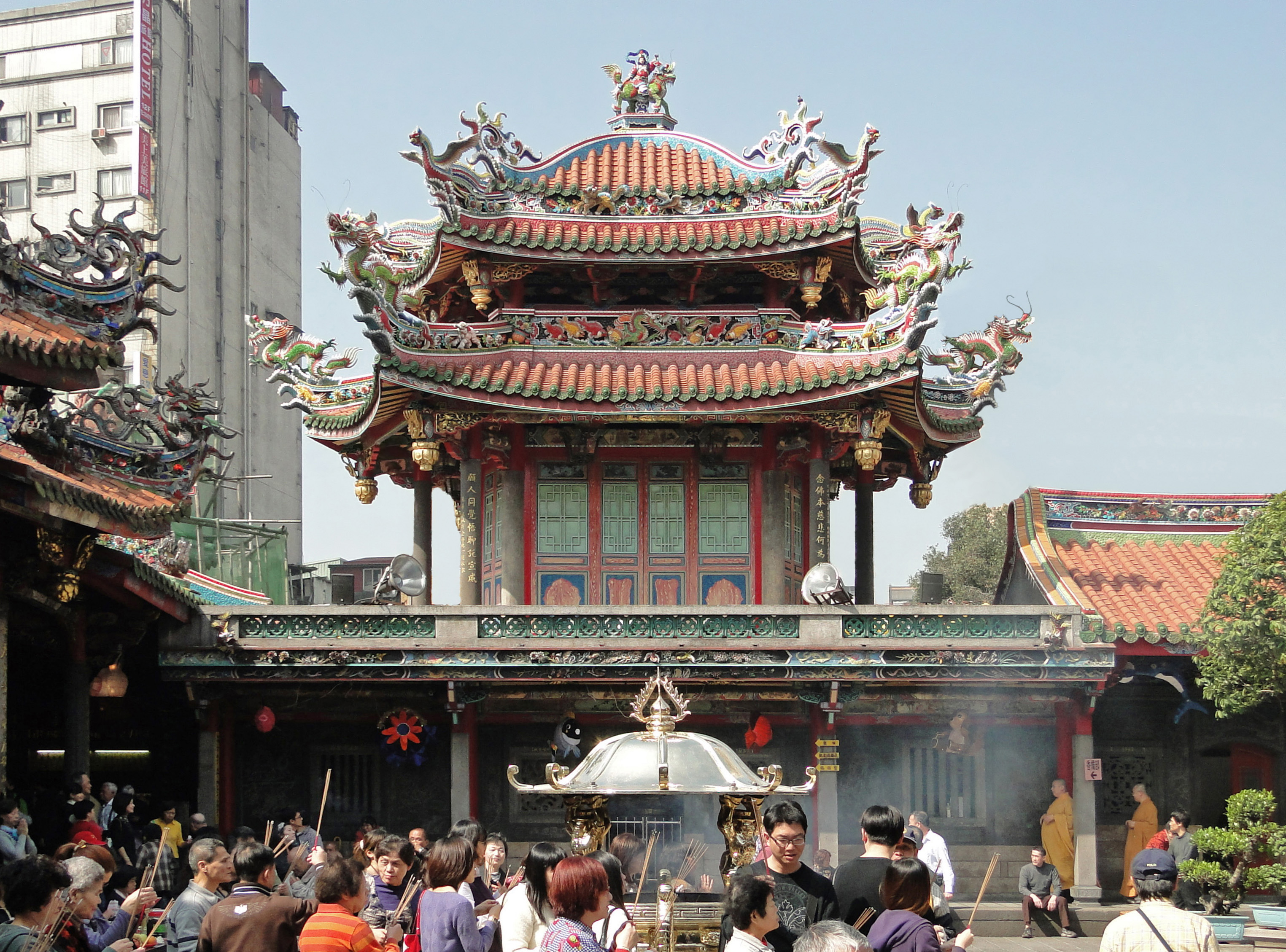
Świątynia Longshan w Tajpej

Tradycyjny system wierzeń kontynuowany był przez większość dynastii chińskich od czasów dynastii Shang (1766 p.n.e.) do upadku ostatniej dynastii Qing w 1911 roku. System ten opierał się na kulcie najwyższego bóstwa Shangdi lub bóstwa Niebios. Kult ten miał cechy monoteizmu – najwyższe bóstwo było siłą wszechmocną, nie miało formy cielesnej. Konfucjusz wierzył, że nie da się oszukać najwyższego bóstwa, to ono kieruje życiem ludzi, ich relacjami, ustala zasady, którymi należy kierować się w życiu. Jednakże należy pamiętać, że nie był to system monoteistyczny, istniało wiele pomniejszych bogów i bożków, a także bóstw lokalnych, które były czczone równorzędnie z Shangdi. Zwykle uznawano, że pomniejsze bóstwa są po to, by wypełniać wolę Shangdi. Powstawały specjalne miejsca kultu – ostatnim, a zarazem najwspanialszym takim miejscem była Świątynia Nieba w Pekinie. Władcy Chin dokonywali corocznych rytuałów ku czci Nieba, zwykle była to ofiara, np. z byka. Popularność tradycyjnego systemu wierzeń spadła po pojawieniu się buddyzmu i taoizmu, jednak niektóre jego elementy zostały przejęte przez religie istniejące na terenie Chin, przykładem jest terminologia używana w chińskim chrześcijaństwie.
Buddyzm przybył do Chin z Indii i terenów Azji Centralnej w czasie panowania dynastii Han i został przyjęty przez przedstawicieli różnych grup społecznych. „Chińska wersja” buddyzmu powędrowała dalej do Korei, Japonii i Wietnamu. Popularnymi odłamami mahajany w Chinach są szkoły chan (jap. zen) oraz Szkoła Czystej Krainy. Buddyzm jest największą religią Chin, niemniej jednak wielu Chińczyków uważa się zarówno za wyznawców buddyzmu, jak i taoizmu.
Kult przodków jest elementem wspólnym dla wyznawców wszystkich religii w Chinach. Tradycyjna kultura chińska, taoizm, konfucjanizm, buddyzm przywiązują dużą wagę do szacunku dla starszych, oraz miłości i poszanowania dla swoich przodków. Chińczycy by oddać hołd swoim przodkom, zwykle składają im ofiary z jedzenia, modlą się, palą świece. Odbywa się to przy grobach, w specjalnych świątyniach cmentarnych lub w domowych kapliczkach.
Chrześcijaństwo pojawiło się w Chinach w VII w. za sprawą misji nestoriańskiej. Zyskało większą popularność w XVI wieku wraz z misjami jezuitów, którzy starali się dotrzeć przede wszystkim do elit, respektowali zasady konfucjanizmu aby zwalczać buddyzm. W tym samym okresie ważne były też misje protestanckie. Powstanie bokserów było w dużej mierze skierowane przeciwko chrześcijaństwu. W 1939 po wielu sporach wśród władz kościelnych papież Pius XII zaakceptował ceremonie ku czci Konfucjusza i przodków. Legalnie istnieje w Chinach Patriotyczne Stowarzyszenie Katolików Chińskich, które jest kościołem katolickim, ale nie uznaje władzy Watykanu. W Chinach zwiększa się liczba protestantów. Coraz powszechniejsze są też nieuznawane przez władze kościoły domowe, które często nie posiadają określonej przynależności wyznaniowej, w swojej praktyce i teologii zbliżone są do zachodnich kościołów ewangelicznych. Liczbę tego typu „nielegalnych” chrześcijan trudno ustalić, ale wynosi ona wiele milionów.
Pierwsze kontakty Chińczyków z islamem datuje się na 651 rok. Muzułmanie przybywali do Chin jedwabnym szlakiem w celach handlowych. W Chinach żyje około 20 mln muzułmanów, a ich liczba się zwiększa. Współczesne grupy muzułmańskie w Chinach to Hui, którzy etnicznie są Chińczykami, od Hanów odróżnia ich tylko religia, oraz Ujgurzy, żyjący w autonomicznym regionie Sinciang.